# جيم غولت
جيم غولت (بالإنجليزية: Jim Gault)‏ هو لاعب كرلنغ بريطاني، ولد في 24 أبريل 1954.

## وصلات خارجية
- جيم غولت على موقع الاتحاد الدولي للكرلنغ (الإنجليزية)
- جيم غولت على موقع Paralympic.org (الإنجليزية)